# Tmesisternus venatus
Tmesisternus venatus är en skalbaggsart. Tmesisternus venatus ingår i släktet Tmesisternus och familjen långhorningar.

## Underarter
Arten delas in i följande underarter:
- T. v. venatus
- T. v. djampeanus
- T. v. kangeanus